# Parafia św. Jana Ewangelisty w Łodzi

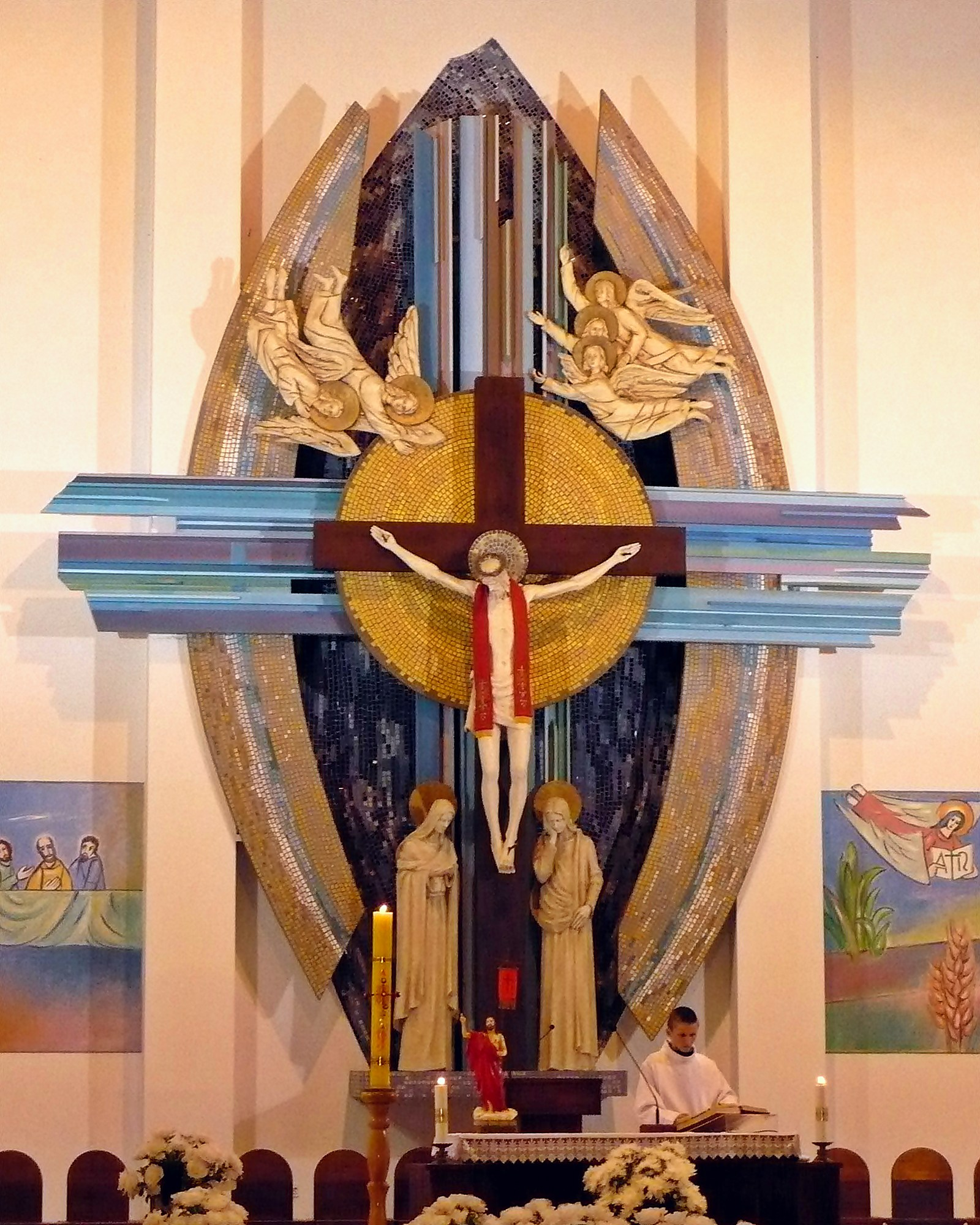
Ołtarz główny w par. św. Jana Ewangelisty w Łodzi

Parafia św. Jana Ewangelisty i NMP Matki Kościoła – rzymskokatolicka parafia w dekanacie Łódź-Olechów archidiecezji łódzkiej, położona na łódzkim osiedlu Olechów.

## Kalendarium
- 1 października 1989 – bp Władysław Ziółek erygował parafię i mianował pierwszego proboszcza ks. Grzegorza Michalskiego;
- 1990 – budowa kaplicy;
- 1991 – rozpoczęcie budowy kościoła;
- 1997 – zakończenie budowy kościoła;
- 14 grudnia 1997 – abp Władysław Ziółek pobłogosławił kościół;
- 1998 – rozpoczęcie budowy plebanii;
- 28 sierpnia 1999 – ks. Bogdan Żaromiński został mianowany na wikariusza;
- 2000 – zakończenie budowy plebanii;
- 2002 – otynkowanie kościoła na zewnątrz;
- 2006 – montaż ołtarza Matki Bożej Nieustającej Pomocy;
- 2008 – budowa obejścia procesyjnego z kostki granitowej;
- 3 października 2008 – peregrynacja relikwiarza bł. Karoliny Kózkówny;
- 2009 – zakup organów piszczałkowych od likwidowanego kościoła św. Elżbiety w Münster;
- 25 października 2009 – obchody XX rocznicy powstania parafii;
- 2010 – montaż organów;
- 16 kwietnia 2010 – odwiedzenie parafii przez kopię Cudownego Obrazu Matki Bożej Częstochowskiej;
- 4 września 2011 – abp Władysław Ziółek pobłogosławił dzwony i nowe ołtarz, ambonę, pulpit oraz stolik na paramenty liturgiczne;
- 17 września 2011 – dzwony zabiły pierwszy raz;
- 5 lutego 2012 – abp Władysław Ziółek pobłogosławił relikwiarz bł. ks. Jerzego Popiełuszki oraz obraz przedstawiający wizerunek błogosławionego.
- 28 września 2014 - abp Marek Jędraszewski dokonał Dedykacji kościoła i ołtarza.

## Kościół parafialny
Kościół został wybudowany w latach 1991–1997 według projektu Aleksego Dworczaka i inż. Janusza Freya. Został poświęcony 14 grudnia 1997 przez abp. Władysława Ziółka. Tynkowana na żółto bryła, kryta dwuspadowym dachem z czerwonej blachodachówki, jest urozmaicona wieżą, częściowo wtopioną w fasadę świątyni. Wnętrze zaprojektował i wykonał ks. prof. Tadeusz Furdyna SDB. W prezbiterium namalowane przez niego freski uzupełnione są mozaikami i dwunastoma witrażami przedstawiającymi świętych i błogosławionych Kościoła Katolickiego m.in. św. Faustynę Kowalską, św. Jana Pawła II, czy św. Dominika Savio. We wnętrzu dominują różne odcienie błękitu i zieleni. Ścianę ołtarzową zdobi usytuowany na tle kolorowej mozaiki krzyż z wizerunkiem Chrystusa, pod którym stoją św. Jan Ewangelista i Maryja. Ze ścianą ołtarzową współgrają ołtarze boczne: Miłosierdzia Bożego, w którym znajduje się tabernakulum – po stronie prawej i Matki Bożej Nieustającej Pomocy – po lewej. W prezbiterium znajdują się ołtarz, w który został wmurowany kamień z Bożego Grobu w Jerozolimie, ambona, pulpit, chrzcielnica oraz stolik na paramenty liturgiczne. Wszystkie są wykonane z granitu. Inne meble w kościele wykonane są z drewna jesionowego. Kaplica Matki Bożej Częstochowskiej to realizacja projektu parafianki Lidii Frydzińskiej, autorki wizerunku Jasnogórskiej Pani, stacji Drogi Krzyżowej i obrazu Jana Pawła II. Organy piszczałkowe, które zostały sprowadzone z kościoła św. Elżbiety w Münster, posiadają 25 głosów i trakturę mechaniczną. W kruchcie kościoła znajdują się dwie tablice pamiątkowe. Na wieży kościelnej znajdują się trzy dzwony: Matka Boża Częstochowska – największy dzwon upamiętniający odwiedzenie parafii przez kopię Cudownego Obrazu MB Częstochowskiej 16 kwietnia 2010 roku, św. Jan Ewangelista oraz św. Grzegorz Wielki. Ostatni dzwon jest darem pierwszego proboszcza parafii ks. kan. Grzegorza Michalskiego. Jest to wotum wdzięczności Bogu za opiekę w czasie budowy ośrodka parafialnego. Na zewnątrz znajduje się obejście procesyjne wykonane z kostki granitowej oraz drewniany krzyż upamiętniający misje święte, które były prowadzone przez ojców redemptorystów przed odwiedzeniem parafii przez kopię Cudownego Obrazu MB Częstochowskiej w 2010 roku.
Plebania, która jest integralną częścią terenu parafialnego, została zaprojektowana przez Aleksego Dworczaka i Janusza Freya. Budowa rozpoczęła się w 1998, a zakończyła się w 2000 roku. W niewielkiej bryle mieści się wiele pomieszczeń dla różnych form duszpasterstwa oraz harcerzy.

## Proboszczowie
- ks. Grzegorz Michalski, od 1.09.1989

## Formy Duszpasterstwa
Żywa Róża, Schola liturgiczna, Neokatechumenat, Asysta, grupa AA, Liturgiczna Służba Ołtarza